# Ladrones de Tumbas (película)
Ladrones de Tumbas es una película slasher mexicana de 1989, dirigida por Rubén Galindo Jr. Está protagonizada por Fernando Almada, Ernesto Laguardia y Erika Buenfil.

## Argumento
Una noche, un grupo de profanadores de tumbas emprende un viaje a un cementerio en búsqueda de tesoros. Por accidente llegan a un túnel secreto en una tumba, donde encuentran joyas y el cadáver de un Inquisidor que años antes trató de engendrar el hijo del diablo. La pesadilla comienza cuando Manolo quita el hacha que el cadáver tenía incrustada en el pecho y este cobra vida con la intención de encontrar a una mujer virgen para poder engendrar al hijo del diablo.

## Reparto
- Agustín Bernal como El Verdugo
- Fernando Almada como el Arzobispo/Capitán López
- Erika Buenfil como Rebeca de la Huerta
- Toño Infante como oficial Lalo
- Tony Bravo como Raúl
- Edna Bolkan como Olivia López
- Ana Graham como Mónica
- Colette Payen como Fernanda
- Marianne Hallman como Viky
- Ernesto Laguardia como Manolo Andrade
- Germán Bernal como Armando
- María Rebeca como Diana Álvarez
- Andrea Legarreta como Andrea
- Andrés Bonfiglio como Jorge
- Aldalberto Arvizu como Pablo
- Sammy Ortiz como Toño
- Roberto Cañedo como el Padre Jerónimo